# 1988年夏季奥林匹克运动会乒乓球比赛
1988年夏季奧林匹克運動會首次出現乒乓球項目，該項目於1988年9月23日至10月1日在首爾大學體育館進行。比賽共設四個小項，最終中國隊及韓國隊各獲得2枚金牌。
| 項目             | 金牌                   | 银牌                               | 铜牌                                           |
| 男子單打（詳細） | 刘南奎（韩国）         | 金琦泽（韩国）                     | 埃里克·林德（瑞典）                            |
| 女子單打（詳細） | 陈静（中国）           | 李惠芬（中国）                     | 焦志敏（中国）                                 |
| 男子雙打（詳細） | 陈龙灿／韦晴光（中国） | 普里莫拉茨／卢普莱斯库（南斯拉夫） | 刘南奎／安宰亨（韩国）                         |
| 女子雙打（詳細） | 玄静和／梁英子（韩国） | 陈静／焦志敏（中国）               | 亚斯娜·法兹利奇／戈尔达娜·佩尔库钦（南斯拉夫） |